# Hagerty Peak
Der Hagerty Peak ist ein rund 1500 m hoher Berg im Osten des westantarktischen Ellsworthlands. Er ragt am südöstlichen Ausläufer der Sweeney Mountains auf.
Der United States Geological Survey kartierte ihn anhand eigener Vermessungen und mittels Luftaufnahmen der United States Navy zwischen 1961 und 1967. Das Advisory Committee on Antarctic Names benannte den Berg 1968 nach Cornelius John Hagerty Jr. (1925–2009), Fotograf auf der McMurdo-Station im antarktischen Winter 1960.